# エチケット (岡村靖幸のアルバム)
『エチケット』（ÉTIQUETTE）は岡村靖幸2作のセルフ・リアレンジ・アルバム。2011年8月24日にV3 Record/disk unionより発売された。

## 概要
2004年9月の『Me-imi』から7年振りのアルバム。本作からインディーズへ転向。本作は岡村によるセルフカバー・セルフリアレンジアルバムで、ギター、ベース、キーボードなど本人の演奏 。録音は2011年の年明けから東京で行われた。
それぞれ収録曲が異なるピンク・パープルの2形態で発売。2形態ともバージョンが異なる「だいすき」収録。パープルは当初、グリーンになる予定であった。ピンクパープル共にライブ音源やその時の編曲をベースに録音されている。
ディスクユニオンWEB通販のみ限定セット発売。内容はCD2種（ピンク・パープル）+Tシャツ、又は+ツアーチケットが付属した組み合せであった。更に特典としてライブでの即興弾き語りを収録した7inchアナログ盤も添付された。

## 収録曲

### CD盤
| 全作詞・作曲: 岡村靖幸（特記以外）、全編曲: 岡村靖幸。 |                                               |                      |                      |      |
| #                                                      | タイトル                                      | 作詞                 | 作曲・編曲           | 時間 |
| 1.                                                     | 「5!! モンキー」                              | 岡村靖幸（特記以外） | 岡村靖幸（特記以外） | 5:33 |
| 2.                                                     | 「19 (nineteen)」                             | 岡村靖幸（特記以外） | 岡村靖幸（特記以外） | 3:14 |
| 3.                                                     | 「Super Girl」                                | 岡村靖幸（特記以外） | 岡村靖幸（特記以外） | 5:10 |
| 4.                                                     | 「Có mon」                                    | 岡村靖幸（特記以外） | 岡村靖幸（特記以外） | 6:05 |
| 5.                                                     | 「カルアミルク」                              | 岡村靖幸（特記以外） | 岡村靖幸（特記以外） | 5:02 |
| 6.                                                     | 「いじわる」                                  | 岡村靖幸（特記以外） | 岡村靖幸（特記以外） | 4:58 |
| 7.                                                     | 「Adventure」(作詞・作曲: 岡村靖幸・石野卓球) | 岡村靖幸（特記以外） | 岡村靖幸（特記以外） | 4:22 |
| 8.                                                     | 「友人のふり」                                | 岡村靖幸（特記以外） | 岡村靖幸（特記以外） | 4:55 |
| 9.                                                     | 「だいすき」                                  | 岡村靖幸（特記以外） | 岡村靖幸（特記以外） | 5:03 |
| 合計時間:                                              | 合計時間:                                     | 44:22                |                      |      |

| 全作詞・作曲: 岡村靖幸（特記以外）、全編曲: 岡村靖幸。 |                                                          |                      |                      |      |
| #                                                      | タイトル                                                 | 作詞                 | 作曲・編曲           | 時間 |
| 1.                                                     | 「どぉなっちゃってんだよ」                               | 岡村靖幸（特記以外） | 岡村靖幸（特記以外） | 7:29 |
| 2.                                                     | 「アルファ イン」(作詞・作曲: 岡村靖幸・石野卓球)        | 岡村靖幸（特記以外） | 岡村靖幸（特記以外） | 4:10 |
| 3.                                                     | 「モン・シロ」                                           | 岡村靖幸（特記以外） | 岡村靖幸（特記以外） | 5:06 |
| 4.                                                     | 「あの娘ぼくがロングシュート決めたらどんな顔するだろう」 | 岡村靖幸（特記以外） | 岡村靖幸（特記以外） | 4:36 |
| 5.                                                     | 「だいすき」                                             | 岡村靖幸（特記以外） | 岡村靖幸（特記以外） | 4:24 |
| 6.                                                     | 「DATE」                                                 | 岡村靖幸（特記以外） | 岡村靖幸（特記以外） | 4:53 |
| 7.                                                     | 「祈りの季節」                                           | 岡村靖幸（特記以外） | 岡村靖幸（特記以外） | 2:40 |
| 8.                                                     | 「マシュマロハネムーン」                                 | 岡村靖幸（特記以外） | 岡村靖幸（特記以外） | 1:35 |
| 9.                                                     | 「セックス」                                             | 岡村靖幸（特記以外） | 岡村靖幸（特記以外） | 3:32 |
| 合計時間:                                              | 合計時間:                                                | 38:25                |                      |      |

### 特典7inch アナログ盤
SIDE A：東京ベイベ
SIDE B：北海道ベイベ

### 楽曲解説

#### ピンクジャケット
1. 「5!! モンキー」
アルバム『Me-imi』収録曲。
「Me-imi TOUR」での音源がベースとなっている。
2. 「19 (nineteen)」
アルバム『DATE』収録曲。
「Me-imi TOUR」での音源がベースとなっている。
3. 「Super Girl」
6枚目のシングル。
「フレッシュボーイ TOUR」での音源がベースとなっている。
4. 「Có mon」
アルバム『靖幸』収録曲。
「TOUR '07 『告白』」での音源がベースとなっている。
5. 「カルアミルク」
14枚目のシングル。
ライブでの音源が収録されている。
6. 「いじわる」
アルバム『DATE』収録曲。
「フレッシュボーイ TOUR」での音源がベースとなっている。
7. 「Adventure」
「岡村と卓球」名義アルバム『The Album』収録曲。
8. 「友人のふり」
10枚目のシングル。
「Tour "ハレンチ"」での音源が収録されている。
9. 「だいすき」
8枚目のシングル。
「Tour "ハレンチ"」での音源が収録されている。

#### パープルジャケット
1. 「どぉなっちゃってんだよ」
12枚目のシングル。
「TOUR '07 『告白』」での音源がベースとなっている。
イントロのシャウトは「チャーム ポイント」からの引用。
2. 「アルファ イン」
「岡村と卓球」名義アルバム『The Album』収録曲。
「TOUR '07 『告白』」での音源がベースとなっている。
3. 「モン・シロ」
24枚目のシングル。
「TOUR '07 『告白』」での音源がベースとなっている。
4. 「あの娘ぼくがロングシュート決めたらどんな顔するだろう」
13枚目のシングル。
5. 「だいすき」
8枚目のシングル。
「Me-imi TOUR」での音源がベースとなっている。
6. 「DATE」
アルバム『DATE』収録曲。
「TOUR '07 『告白』」での音源がベースとなっている。
7. 「祈りの季節」
アルバム『家庭教師』収録曲。
「TOUR '07 『告白』」での音源がベースとなっている。
8. 「マシュマロハネムーン」
23枚目のシングル。
「Me-imi TOUR」での音源がベースとなっている。
9. 「セックス」
20枚目のシングル。
「Me-imi TOUR」での音源がベースとなっている。